# Poli Genova
Poli Genova (født 10. februar 1987) er en bulgarsk sanger, der repræsenterede Bulgarien ved Eurovision Song Contest 2016 med sangen "Love Is A Crime", hvor hun opnåede en 4. plads. Hun repræsenterede også Bulgarien i 2011 med sangen "Na inat", men gik ikke videre til finalen. Hun har derudover været vært for Junior Eurovision Song Contest 2015.

## Eksterne envisninger
- Wikimedia Commons har flere filer relateret til Poli Genova